# DoorAdore
『doorAdore』（ドアアドア）は、Plastic Treeの通算14枚目のオリジナルアルバム。2018年3月7日発売。発売元はJVCケンウッド・ビクターエンタテインメント。

## 概要
前作『剥製』から約2年2ヶ月半ぶりにリリースされた通算14枚目のオリジナルアルバム。
完全生産限定盤A、完全生産限定盤B、通常盤の3タイプ発売。全タイプCDの収録内容は共通。完全生産限定盤はBOXパッケージ仕様となり、2017年7月29日に行われたメジャーデビュー20周年公演の映像を収録したDVDと宮澤正明による撮り下ろしフォトブックが付属(DVD、フォトブックの内容はA,Bタイプで内容が異なる)。
先行シングルとして発表されていた曲は、アルバムの雰囲気に合わせリミックス、リテイク等がなされている。
13thアルバム『剥製』に続き、本作でもハイレゾ配信が実施された。
ジャケット写真、アーティスト写真の撮影は、先行シングル『サイレントノイズ』『念力』『雨中遊泳』から引き続き写真家の宮澤正明が担当した。
本作より、発売元がCJビクターエンタテインメントから、JVCケンウッド・ビクターエンタテインメントに変更。レーベルもCJビクターエンタテインメントから、ビクターエンタテインメントに変更されている。

## 収録曲
全編曲：Plastic Tree。
1. 遠国 [4:23][1]
  - 作詞：有村竜太朗、作曲：長谷川正

MVが制作されている。
2. 恋は灰色 [4:21][1]
  - 作詞・作曲：長谷川正
3. エクジスタンシアリスム [3:40][1]
  - 作詞：有村竜太朗、作曲：ナカヤマアキラ
4. 雨中遊泳 [5:24][1]
  - 作詞：有村竜太朗、作曲：長谷川正

40thシングル。シングルバージョンとは違い、雨音のSEが加えられている。
5. サイレントノイズ [3:52][1]
  - 作詞：有村竜太朗、作曲：長谷川正

38thシングル。
PlayStation Vita用ゲーム『Collar×Malice』オープニング主題歌。
舞台『Collar×Malice -岡崎契編-』主題歌。
6. サーチ アンド デストロイ [4:39][1]
  - 作詞：ナカヤマアキラ、作曲：佐藤ケンケン
7. 残映 [5:23][1]
  - 作詞・作曲：佐藤ケンケン
8. いろつき [7:14][1]
  - 作詞：佐藤ケンケン、作曲：有村竜太朗
9. 念力 [4:58][1]
  - 作詞：有村竜太朗、作曲：長谷川正

39thシングル。
テレビ朝日系『musicる TV』2017年1月度エンディングテーマ。
10. scenario [3:44][1]
  - 作詞・作曲：ナカヤマアキラ
11. ノクターン [3:57][1]
  - 作詞：長谷川正、作曲：有村竜太朗
12. 静かの海 [5:11][1]
  - 作詞：有村竜太朗、作曲：長谷川正

38thシングル『サイレントノイズ』のカップリング曲。
PlayStation Vita用ゲーム『Collar×Malice』エンディング主題歌。

### 完全生産限定盤付属DVD
完全生産限定盤A
- メジャーデビュー二十周年“樹念”特別公演 於 パシフィコ横浜 第一幕【Plastic】things/1997–2006

1. Intro
2. May Day
3. リセット
4. 絶望の丘
5. 幻燈機械
6. 「ぬけがら」
7. 本当の嘘
8. monophobia
9. クリーム
10. 3月5日。
11. サーカス
12. 理科室
13. グライダー
14. ガーベラ
15. 散リユク僕ラ
16. 蒼い鳥

完全生産限定盤B
- メジャーデビュー二十周年“樹念”特別公演 於 パシフィコ横浜 第二幕【Tree】songs/2007–2016

1. 眠れる森
2. 不純物
3. エレジー
4. スピカ
5. ザザ降り、ザザ鳴り。
6. 無人駅
7. オレンジ
8. Sabbath
9. egg
10. 涙腺回路
11. 黒い傘
12. アンドロメタモルフォーゼ
13. うつせみ
14. メルト
15. 真っ赤な糸
16. リプレイ
17. 記憶行き